# Sei Merbau (Ujung Padang)
Sei Merbau is een bestuurslaag in het regentschap Simalungun van de provincie Noord-Sumatra, Indonesië. Sei Merbau telt 2098 inwoners (volkstelling 2010).